# Komisja Ofiar Bomby Atomowej
Komisja Ofiar Bomby Atomowej (ang. Atomic Bomb Casualty Commission, ABCC) – amerykańska komisja badająca skutki biologiczne napromieniowania ludzi przez wybuchy bomb jądrowych w Hiroszimie i Nagasaki. Powstała w 1946 w National Academy of Sciences – National Research Council, na wniosek prezydenta Harry'ego Trumana. Rozwiązana w 1975.

## Cele ABCC
ABCC była komisją utworzoną w 1946 roku zgodnie z prezydencką dyrektywą Harry'ego S. Trumana. Jedynym celem organizacji było prowadzenie badań nad osobami, które przeżyły wybuch bomby atomowej, ponieważ wierzyli oni, że "nie mogą być ponownie oferowane aż do kolejnej wojny światowej". W związku z tym organizacja ta badała stan zdrowia Hibakusha, ale w ogóle ich nie leczyła. W rezultacie została skrytykowana przez Hibakusha jako eksperymentująca na ludzkim ciele. Komisja ds. ofiar bomby atomowej skupiła się również na obszarze Nishiyama w Nagasaki. Obszar Nishiyama w Nagasaki znajdował się w górach i chociaż nie został zniszczony przez eksplozję bomby atomowej, był to obszar, w którym ludzkie ciało było narażone na promieniowanie. W związku z tym po wojnie przeprowadzono badania zdrowotne, nie informując ludności o ich celu. Początkowo obszar Nishiyama był badany przez armię amerykańską, ale później został przekazany ABCC.

Mieszkańcy obszaru Nishiyama wykazali znaczny wzrost liczby białych krwinek kilka miesięcy po wybuchu bomby atomowej. U zwierząt białaczka może rozwinąć się po ekspozycji całego ciała, więc szczególnie interesujące jest to, co dzieje się u ludzi, a mięsak kościopochodny został również zidentyfikowany u ludzi po doustnym spożyciu materiałów radioaktywnych.

Biorąc pod uwagę te warunki, mieszkańcy obszaru Nishiyama, którzy nie zostali bezpośrednio dotknięci bombardowaniami atomowymi, są idealną populacją do obserwacji skutków promieniowania resztkowego.

Stany Zjednoczone kontynuowały badania nad promieniowaniem resztkowym po uzyskaniu przez Japonię niepodległości, ale ich wyniki nigdy nie zostały przekazane mieszkańcom obszaru Nishiyama. W rezultacie mieszkańcy nadal prowadzili gospodarstwa rolne po II wojnie światowej, a liczba pacjentów z białaczką wzrosła i nastąpiły zgony. 
Po bombardowaniach atomowych japońscy lekarze chcieli poznać i zbadać rzeczywiste szkody oraz przeprowadzić badania, które pomogłyby wyleczyć hibakusha, ale GHQ nie pozwoliło Japończykom na prowadzenie badań nad aktualnym stanem uszkodzeń spowodowanych bombami atomowymi. W szczególności przepisy obowiązujące do 1946 r. były surowe, co doprowadziło do większej liczby zgonów z powodu promieniowania. 
Kiedy koreański hibakusha Zainichi począł bliźniaki, ale wkrótce potem zmarł, ABCC próbowało nawet odzyskać ciała zmarłych niemowląt. Gdy Hibakusha odmawiali poddania się rutynowym badaniom medycznym, ABCC groziło im postawieniem przed sądem wojennym za zbrodnie wojenne. Ponadto, gdy Hibakusha umierali, ABCC osobiście odwiedzała ich domy i zabierała ich ciała na sekcje zwłok. Uważa się, że co najmniej 1500 organów zostało wysłanych do Instytutu Patologii Sił Zbrojnych USA w Waszyngtonie.

### Wykorzystanie Thorotrastu i badania ABCC w Hiroszimie
Po II wojnie światowej Komisja ds. Ofiar Bomby Atomowej (ABCC), utworzona przez Stany Zjednoczone w Hiroszimie, prowadziła badania medyczne z wykorzystaniem radioaktywnego środka kontrastowego Thorotrast oraz podobnego środka o nazwie Umbra-Tor. W latach 1949–1951 środki te były podawane mężczyznom w wieku od 19 do 71 lat w szpitalu w Kure, w prefekturze Hiroszima, a następnie wykonywano badania rentgenowskie w ośrodkach ABCC.
Thorotrast był szeroko stosowany na świecie w latach 30. i 40. XX wieku. Ze względu na tendencję do pozostawania w organizmie przez długi czas i emitowania promieniowania, wiązano go z ryzykiem wewnętrznej ekspozycji na promieniowanie i rozwoju raka. W Japonii szacuje się, że od 20 000 do 30 000 osób otrzymało zastrzyki z Thorotrastu przed końcem wojny.
Raport ABCC z 1964 roku odnotował, że spośród 56 osób, które otrzymały środek kontrastowy, dziewięć zmarło do 1961 roku, co wzbudziło podejrzenia dotyczące długoterminowych skutków promieniowania, choć nie wskazano bezpośredniego związku z przyczyną zgonu. Wśród 23 ocalałych pacjentów, 20 nadal miało pozostałości środka w organizmach, a 14 wykazywało objawy takie jak zwłóknienie. Było to odejście od wcześniejszych, bardziej pozytywnych ocen Thorotrastu w kierunku bardziej ostrożnego podejścia.
Chociaż Thorotrast nie został dopuszczony do stosowania w Stanach Zjednoczonych ze względu na obawy dotyczące bezpieczeństwa, badania nad jego skutkami były kontynuowane w okupowanej Hiroszimie. Sugeruje się, że dane z badań zostały później wywiezione z Japonii i przewiezione za granicę.

### Krytyka nieterapeutycznych badań na ludziach
Stany Zjednoczone prowadziły badania nad skutkami promieniowania w Japonii. Hibakusha byli losowo wzywani do obiektów, które wyglądały jak szpitale, lecz zamiast otrzymać leczenie, dziesiątki tysięcy ocalałych zostało wykorzystanych jako obiekty badawcze przez Komisję ds. Ofiar Bomby Atomowej (ABCC). Kiedy personel medyczny identyfikował potencjalnie zagrażające życiu schorzenia u ocalałych, ABCC nie ujawniała tych informacji ani nie zapewniała leczenia, wybierając obserwację rozwoju chorób.
Australijski historyk Paul Ham skrytykował traktowanie ocalałych z bomb atomowych przez ABCC jako podobne do wykorzystywania ich jako szczurów laboratoryjnych.

Dyrektywa nie wspominała o leczeniu: przedłużanie życia, łagodzenie bólu – ani jedno, ani drugie nie było ani celem, ani produktem ubocznym zadania. To, czy pacjenci – a dokładniej eksponaty – żyli czy umierali, było bez znaczenia dla zagranicznych lekarzy. Jak ofiary żyły czy umierały, czy ich stan się poprawiał, czy pogarszał; czy cierpieli na raka w odległej przyszłości, czy przekazywali go swoim dzieciom – takie były pytania chłodnego badania naukowego. Krótko mówiąc, napromieniowani japońscy cywile mieli służyć jako amerykańskie szczury laboratoryjne. W tym właśnie, jak przyszli racjonaliści by twierdzili, tkwiła korzyść z zrzucenia bomby na miasto: możliwość zebrania danych naukowych o promieniowaniu gamma.